# Jan Donkers

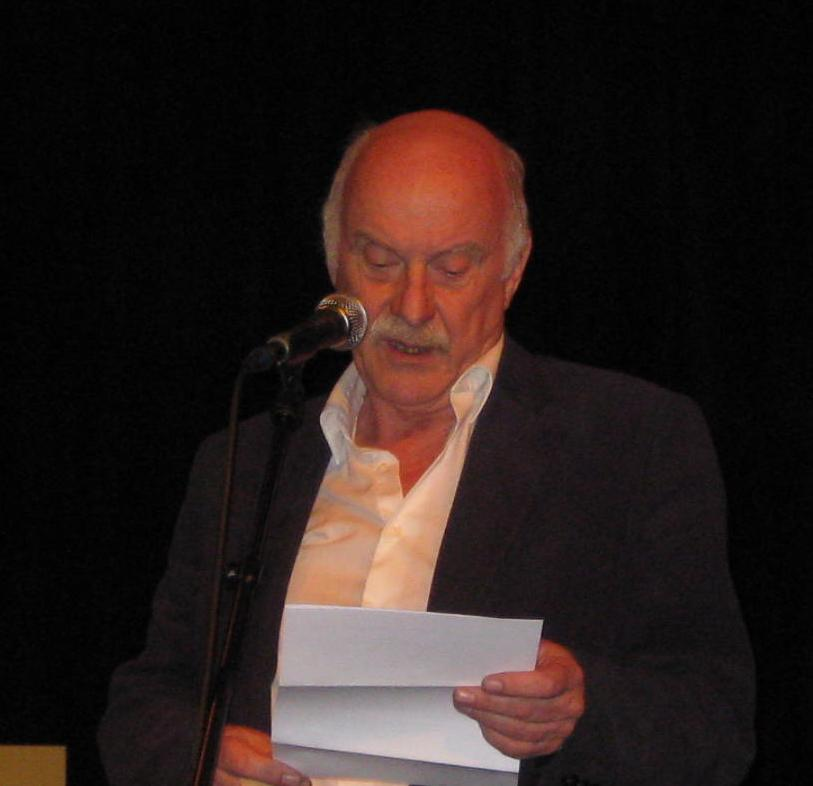
Jan Donkers in 2011

Jan "Gonzo" Donkers (Amsterdam, 15 juni 1943) is een Nederlandse popjournalist, radiomaker en schrijver. Hij studeerde sociologie in Amsterdam en was redacteur van het studentenblad Propria Cures in 1965/1966. Eind jaren 60 was hij een van de grondleggers van de Nederlandse popjournalistiek. Vanaf eind jaren 60 maakte hij talloze radioprogramma's voor VPRO radio met de nadruk op Amerikaanse rock, soul en blues. Daarnaast werkte hij als journalist, veelal vanuit de VS maar ook vanuit diverse andere landen en publiceerde meerdere essaybundels en romans.

## Popjournalistiek
Eind van de jaren zestig was hij popmuziekrecensent voor de Volkskrant en redacteur van het undergroundtijdschrift Aloha/Hitweek en maakte hij interviews met vele muzikanten waaronder Frank Zappa, John Lennon, Janis Joplin en Gram Parsons.

## Radiowerk

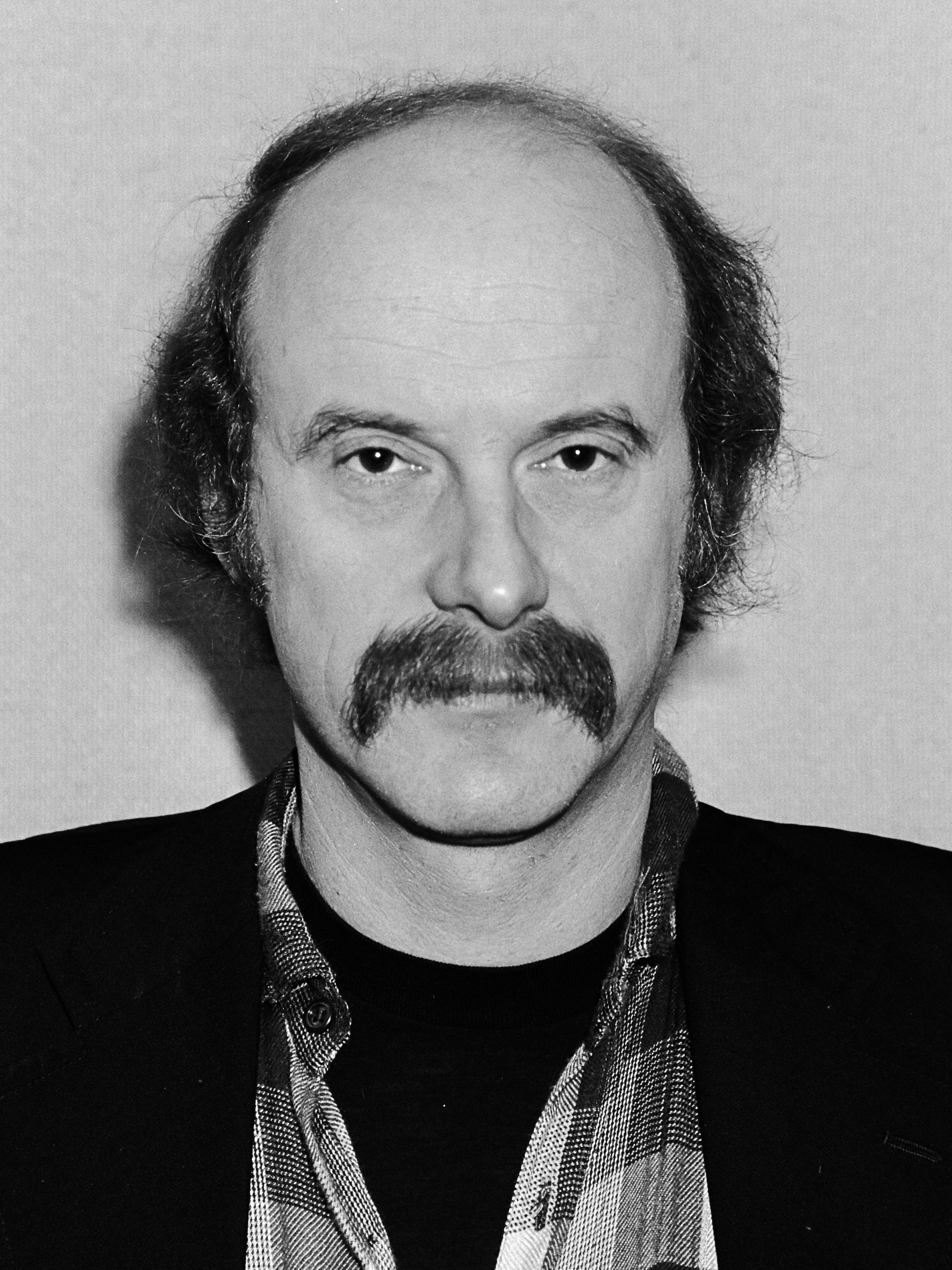
Jan Donkers (1981)

Eind jaren 60 was hij samen met onder meer Peter Flik en Wim Noordhoek betrokken bij het experimentele radioprogramma Hee voor de VPRO. Andere muziekprogramma's voor de VPRO van zijn hand waren onder andere de Joe Blow Show (1971-1973) met Wim Noordhoek, Amigos de Musica (1976-1979) met Rik Zaal, Gonzo Radio (1984-1988), Sunday Morning Comin' Down op Radio 2, Double Play (1998-2000) met Roel Bentz van den Berg en Gonzo's Last Stand op Radio 747AM. Ook was hij medewerker aan het culturele radioprogramma's De Suite en Het Gebouw en is hij als verslaggever of expert regelmatige gast in radioprogramma's zoals Met het Oog op Morgen. Vanaf januari 2013 maakt hij Gonzo's Return op KX Radio. Vanaf 14 november 2021 is Gonzo's Return wekelijks te beluisteren op NH Gooi radio.

## Schrijverschap
Diverse bundels van essays en reisverhalen verschenen van zijn hand, de meeste met als onderwerp aspecten van de Amerikaanse populaire cultuur.

### Essays/Reisverhalen
- Opgeruimde verhalen (1973)
- Ouders van nu (1975)
- Gevoel voor verhoudingen (1979)
- Amerika, Amerika (1983)
- Reizen maakt rijk (1991)
- De Tweede Amerikaanse Eeuw (2004)
- Mijn Muziek (2006)
- Zo Dicht bij Amsterdam (2007)
- Reisverhalen schrijven (2008)
- In The Pines (2016)

### Romans
- De nacht duurt twaalf uren (1993)
- Donkeyville USA (1994)

### Kinderboeken
- Eva vindt een thuis (2006)

## Theater
In 2011 presenteerde hij samen met muzikanten Edo Donkers (geen familie) en Abel de Lange de theatershow A Song Journey
 over de Amerikaanse muziekgeschiedenis.

### Overig
Jan Donkers heeft ook de luister- en audioboeken ingesproken van auteur John Williams, Stoner, Butchers Crossing en  Augustus, evenals de reeks Het lied van ijs en vuur van auteur George R. R. Martin. 
- Digitale Bibliotheek voor de Nederlandse Letteren: donk005
- Gemeinsame Normdatei: 172046661
- International Standard Name Identifier: 0000 0000 2656 2061
- Library of Congress Control Number: n83154492
- Nederlandse Thesaurus van Auteursnamen: 068412355
- Système universitaire de documentation: 193523574
- Virtual International Authority File: 28450675
- WorldCat: E39PBJbxDQkJQg39vRg8Pfhrbd